# ラジャ・ウング
ラージャ・ウング（英: Raja Ungu、泰: ราฌา อูงู, ? - 1635年）は、パタニ王国の女王（在位：1624年 - 1635年）。ラジャ・ウングとは「紫の王女」という意味である。

## 人物略歴
姉の女王ラジャ・ヒジャウとラジャ・ビルは結婚していたかどうか不明だが、一番下の妹ラジャ・ウング（紫の王女）は1612年、マレー半島東海岸南部にあるマレー人イスラム王国パハンのスルタン・アブドゥラ・モハティン・シャーと結婚した。ラジャ・ウングはパハンに嫁いで子も儲けたが、数年後パハンのスルタンが亡くなったため、ラジャ・ビルはウングに帰国するよう勧めた。それでラジャ・ウングは娘のラジャ・クニン（黄色の王女）を連れてパタニに戻り、ラジャ・ビルが亡くなると、パタニ女王に即位した。
アユタヤ王朝でソンタム王（在位1611年 － 1628年）の寵を得て高官に出世した日本人傭兵隊長、山田長政がソンタム王の死後、パタニ北方にあるリゴール（ナコーンシータンマラート）太守に転出し、パタニ軍と戦っている。山田長政はパタニを制圧できないまま、足に負傷し、1630年何者かに謀殺された。なお、この頃オランダによってアユタヤでの商業特権を奪われたポルトガルがパタニに接近したとも伝えられる。
一方、パタニでは南隣のトレンガヌを支配しているジョホール王国から王女ラジャ・クニンに求婚が舞い込んできた。ジョホール王家は1511年にポルトガル人に滅ぼされたマラッカ王国の後身で、マレー人王家のなかでも名門中の名門である。トレンガヌのスルタン、ヤン・ディ・ペルタン・ムーダ・ジョホールの求婚は受諾され、パタニでの結婚式の準備が進められた。1632年のことである。
ところがその時、タイのアユタヤ王プラーサートトーン（在位1629年－1656年）の水軍が再びパタニを襲撃してきた。今回のアユタヤ軍は強盛で、海岸に設けられたパタニ側の防衛線を突破し、王宮前に迫ったこの時、前女王ラジャ・ビルが作らせ王宮前に設けておいた2門の巨砲が火を噴く。一発撃てば、シャム兵数十人が倒れたと伝えられる。パタニ側の砲撃で意気沮喪したアユタヤ軍は数日後に船で撤退して行った。
こうしてラジャ・クニンとトレンガヌ王との結婚式は無事に執り行われたのだが、翌年アユタヤ王プラサート・トーンはオランダ艦隊の協力をとりつけ、再びパタニに来襲してきた。パタニとトレンガヌの連合軍が頑強に抵抗するうち、アユタヤ軍はオランダ艦隊がいくら待ってもこないので、またしても撤退してしまう。その数日後パタニに来航したオランダ艦隊はアユタヤ軍が撤退したことを知って、そのまま去っていった。
これまでパタニに商館を置いていたオランダがパタニに背を向けたのは、1624年台湾南部に設けた貿易基地が成功し、中国船との出会い貿易の基地としてのパタニは必要なくなっていたからである。またオランダのアユタヤ商館もシャムの蘇木や鹿皮を輸出する商業特権を守るため、アユタヤ王の好意を取り付けておく必要があった。オランダの台湾植民によって南海貿易の流れが変ったので、パタニに来航する中国船も減少し、パタニはこの頃から衰退の兆しを見せる。
1635年にラジャ・ウングは崩御すると、王女ラジャ・クニンがトレンガヌ王である夫の補佐を得て即位した。